# Agrotis albicosta
Agrotis albicosta là một loài bướm đêm trong họ Noctuidae.